# Michel Pelchat
Michel Pelchat (* 11. Januar 1938 in Camembert; † 1. April 1974 in Plaisir) war ein  französischer Radrennfahrer und Weltmeister im Radsport.

## Sportliche Laufbahn
Er begann seine Laufbahn im Amateurverein Pedale Livarotaise mit 16 Jahren. Später fuhr er für den Verein Vélo-Clubs Saint-Hilaire-du-Harcouët. Pelchats größter sportlicher Erfolg war der Sieg bei der UCI-Weltmeisterschaft im Querfeldeinrennen der Amateure 1967 in Zürich, bei dem er mit einer Lizenz seines Verbands als Amateur startete. Er war damit zugleich der erste Amateur-Weltmeister im Querfeldeinrennen. Sein Sieg sorgte damals für viel Diskussion (einige Verbände wie der Bund Deutscher Radfahrer hatten gegen seinen Start bei den Amateuren erfolglos protestiert), war er doch in die Saison mit einem Profi-Vertrag des Teams Zimba gestartet. Teamchef Ferdy Kübler hatte ihn jedoch vier Wochen vor der Weltmeisterschaft wegen Disziplinlosigkeit entlassen und die Rückgabe allen Sponsorenmaterials verlangt. Pelchat löste daraufhin eine Lizenz als Amateur in Frankreich und durfte bei der Meisterschaft starten, wobei er das Material von Kübler fuhr. Am Ziel warf er es Kübler vor die Füße. 1968 konnte er die Bronzemedaille bei den Weltmeisterschaften gewinnen. 1964 und 1966 konnte er die französische Meisterschaft in dieser Disziplin gewinnen, die für alle Kategorien offen war.
Pelchat startete mit Unterbrechungen (in denen er als Unabhängiger oder auch wieder als Amateur fuhr) von 1963 bis 1971 als Berufsfahrer, u. a. bei bekannten Teams wie Pelforth-Sauvage-Lejeune.

## Berufliches
Nach seiner Karriere war er als Rettungssanitäter tätig und verlor bei einem Einsatzunfall auf der Rückfahrt von einem Radrennen sein Leben.